# Гоулд, Мартин
Ма́ртин Го́улд (англ. Martin Gould; род. 1981) — английский профессиональный игрок в снукер.
Некоторое время работал крупье в казино, поскольку снукер не приносил ему ощутимых доходов. Но в связи с частыми отлучками, связанными с участием в турнирах, вынужден был оставить эту работу.

## Биография и карьера
Мартин Гоулд родился 14 сентября 1981 года в городке Пиннер, входящем в состав Большого Лондона, Англия. В 14 лет сделал свой первый сенчури-брейк, а в 16 — первый максимум. В 2002 выиграл свой первый чемпионат Англии среди любителей, а также достиг стадии 1/2 чемпионата Европы. 
В сезоне 2002/03, в квалификации на чемпионат мира дошёл до последнего раунда, по пути одолев Алена Робиду и Стивена Магуайра, но проиграл Патрику Уоллесу. На этом чемпионате он сделал свой наивысший брейк — 137 очков.
Сезон 2003/04 годов провёл неудачно и потерял прописку в мэйн-туре до 2007, когда выиграл свой второй чемпионат Англии. 
Сезон 2007/08 начался с того, что Гоулд сперва квалифицировался на турнир Трофей Северной Ирландии, затем — на чемпионат Великобритании и чемпионат мира, что позволило ему войти в Топ-64. 
В сезоне 2008/09 Гоулд также вышел в первые раунды чемпионата Великобритании и чемпионата мира, а в промежутке между ними установил высшее для себя достижение: вышел в 1/8 Welsh Open, обыграв в 1/16 самого Стивена Хендри — 5:3. Всё это позволило ему занять 46-ю позицию в мировом рейтинге.
В сезоне 2009/10 Гоулд едва не сотворил настоящую сенсацию на чемпионате мира, обыграв в матче 1/16 финала Марко Фу со счётом 10:9, а в матче 1/8 финала уступив Нилу Робертсону в решающем фрейме со счётом 12:13, ведя по ходу встречи 6:0 и 11:5. Несмотря на досадное поражение, это выступление стало лучшим в его карьере на то время. Выход в 1/8 чемпионата мира 2010 позволил Гоулду подняться на 3 строки в рейтинге — до 43-го места.
Сезон 2010/11 начался для Мартина Гоулда без особых результатов. В летней серии турниров РТС он проходил только до 1/16 финала в первых двух этапах. Мартин сумел квалифицироваться на Шанхай Мастерс 2010, где в 1/16 обыграл Стивена Хендри со счётом 5:2, но в 1/8 уступил Марку Селби 5:4 в напряжённой борьбе. Следующим значительным результатом для Гоулда стал выход в 1/4 финала турнира World Open в Глазго, где он, сметя всухую со своего пути Мэттью Селта, Мэттью Коуча, Стивена Ли (матчи до трёх побед), в четвертьфинале проиграл Питеру Эбдону 1:3. На втором этапе низкорейтинкого турнира EPTC Гоулд показал себя хорошо, дойдя до четвертьфинала. Затем был выход в финал шестого этапа PTC, где Гоулд уступил в упорной борьбе Доминику Дэйлу, 3:4. В главном же турнире PTC Мартин также дошёл до финала, но уступил Шону Мёрфи, 0:4. На двух последних турнирах сезона — China Open и чемпионате мира — он достиг 1/16 и 1/8 финала соответственно. По итогам этого сезона Мартин поднялся до 21-го места в рейтинге.
В сезоне 2015/16 Гоулд победил в рейтинговом турнире German Masters, выиграв со счётом 9:5 у Люки Бреселя.

## Достижения

### Профессиональные турниры
Наивысшие достижения Гоулда в рейтинговых турнирах — второе место в финале PTC 2010/11, 1/4 финала World Open 2010, 1/8 финала чемпионата мира 2010 и 2011 годов. Кроме того, Гоулд дважды был финалистом этапов низкорейтинговых турниров серии Players Tour Championship, а в 2011 году стал победителем пригласительного турнира-шоу Power Snooker.

### Любительские турниры
Чемпионат Англии победитель — 2002, 2007